# Sămănanca
Sămănanca è un comune della Moldavia situato nel distretto di Orhei di 800 abitanti al censimento del 2004